# Mikes Lajos
Mikes Lajos (1905-ig Misek) (Budapest, 1872. augusztus 10. – Bécs, 1930. augusztus 19.) magyar újságíró, szerkesztő, műfordító. Mikes Margit költő apja.

## Családja, tanulmányai
Apja Misek István szabómester, anyja Molnár Terézia volt. A budapesti Ősz utcai elemi iskola negyedik osztályát 1882-ben végezte el, majd 1883-1886-ig a budapesti VII. kerületi állami gimnáziumban tanult. Ezután katolikus papnövendéknek jelentkezett Pozsonyba. Itt, az Emericanumban hetedik gimnazista korában megalapította a Szent Imre irodalmi egyesületet, majd egy szerelmi csalódás után a papi hivatást elhagyva a pozsonyi főgimnáziumban tett érettségit. 1889-1890-ig a budapesti tudományegyetemen bölcsészetet tanult, majd Pozsonyban a Jogi Akadémián folytatta felsőfokú tanulmányait 1893-ig. Itt, mint a Pozsonyi Társaskör titkára, meghonosította a jogász irodalmi matinékat. A joghallgatók segélyegyletének is tagja volt. 1894-ben visszatért Budapestre, s jogi tanulmányait a budapesti egyetemen fejezte be. Utolsó vizsgáit 1901-ben tette le.
Már gimnazista korától több verse és tárcája jelent meg napilapokban.

## Pályafutása
1894-től, egyetemi tanulmányai mellett dolgozott Dr. Scheyer Ferdinánd ügyvéd alkalmazásában.
Ugyanez évben megnősült, feleségül vette Prandtner Ilonát. Két gyermekük született: Klára és Margit (1897–1976). 

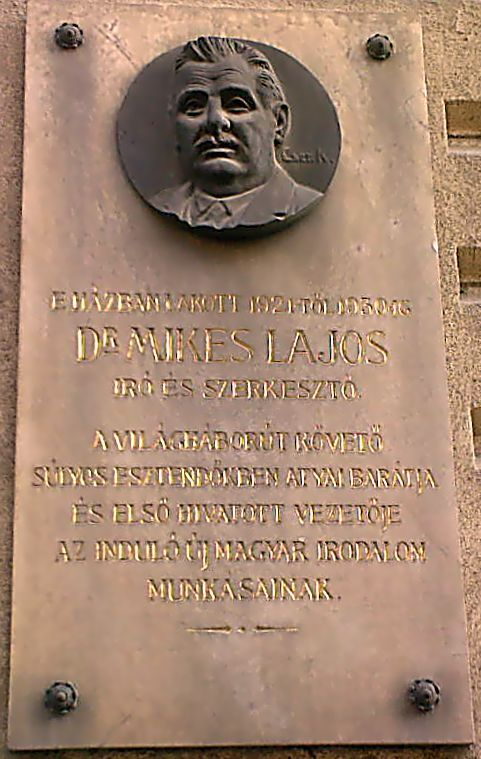
Emléktáblája a XII. kerület Hajnóczy József utca 15. számú ház falán

1895-ben, szigorlati vizsgáinak letétele után rövid ideig a Budapesti Hitelezői Védegyletnél dolgozott. A Palágyi Menyhért által szerkesztett Jelenkor segédszerkesztője lett 1895-ben, majd a lap megszűnése után a Pénzügyminisztériumnál állt munkába. Másodállásban a Fővárosi Lapok gyorsírója és korrektora volt.
Ugyanez évben jelent meg első verseskötete Költemények 1889-1895 címmel. Ezután a kolozsvári Magyar Polgárt szerkesztette (1899-1900), majd a Magyar Szó munkatársa lett Pályi Endre helyetteseként, és ugyancsak szerkesztette 1900-tól a Magyar Könyvtár című könyvsorozatot.
1902-1908-ig a Pesti Napló belső munkatársa lett, közben 1903-1904 a Magyar Géniusz újságírója is volt. Párhuzamosan a Politikai Hetiszemle „Irodalom” rovatának szerkesztői munkáit is ellátta (1903, 1904, 1906). Ezen fölül még Az Újság című lapnak is dolgozott 1904-ben.
1908-ban a Budapesti Hírlap szerkesztésében vett részt, majd 1910–1912-ig (elbocsátásáig) a Magyar Nemzet szerkesztője volt. Párhuzamosan a Tolnai Világlapja „A természet műhelyéből” rovatát is vezette.
1912-1913-ban rövid ideig ismét a Pesti Naplónál dolgozott, majd 1913-tól a Tolnai világlapja szerkesztője és a Tolnai Világlexikon segédszerkesztője volt. 1915 januárjától fél évig hivatalnok lett az Állami Munkásbiztosító Hivatalnál, majd a Kereskedelmi és Iparkamaránál.
Első felesége 1917-ben sokévi betegség után meghalt, még ez év decemberében feleségül vette Szász Piroskát, aki azonban, miután súlyos idegbetegségben szenvedett, 1918 februárjában öngyilkos lett.
1918 júniusától Az Est munkatársa lett. Ez év szeptemberében pedig feleségül vette Havas Irmát (1883–1985), akivel haláláig kiegyensúlyozott házasságban élt. Harmadik feleségétől született gyermekei György és Ilona (később Füsi Józsefné).
A Tanácsköztársaság alatt a kommunista Írószövetség Választmányának tagja volt. Később Miklós Andorral való megegyezés alapján átmenetileg háttérbe vonult.
Lányával, Klárával 1921 januárjában ismerkedtek meg Szabó Lőrinccel, egy Babits házasságát ünneplő összejövetelen. Mikes Lajos hiába óvta leányát ettől a szerelemtől; a fiatalok szülői beleegyezés nélkül, titokban kötöttek házasságot 1921 szilveszterén. Később azonban Mikes Lajos támogatta Szabó Lőrincet is.
1920 szeptemberétől Az Est-lapok olvasószerkesztője volt, 1923-tól pedig az „Irodalmi” rovatot vezette. Egyidejűleg az Athenaeum lektora is volt. Ilyen minőségében sokat tett a tehetséges, induló írók, költők (Szabó Lőrinc, Fodor József) felfedezéséért, elismertetésért, vagy a rossz anyagi helyzetben élő neves irodalmárok támogatásáért. 1930-ig a Baumgarten-alapítvány tanácsadói tisztjét is viselte, amikor az általa jelölt Fodor Józsefet és Révész Bélát elutasították, s ezért kilépett a testületből.

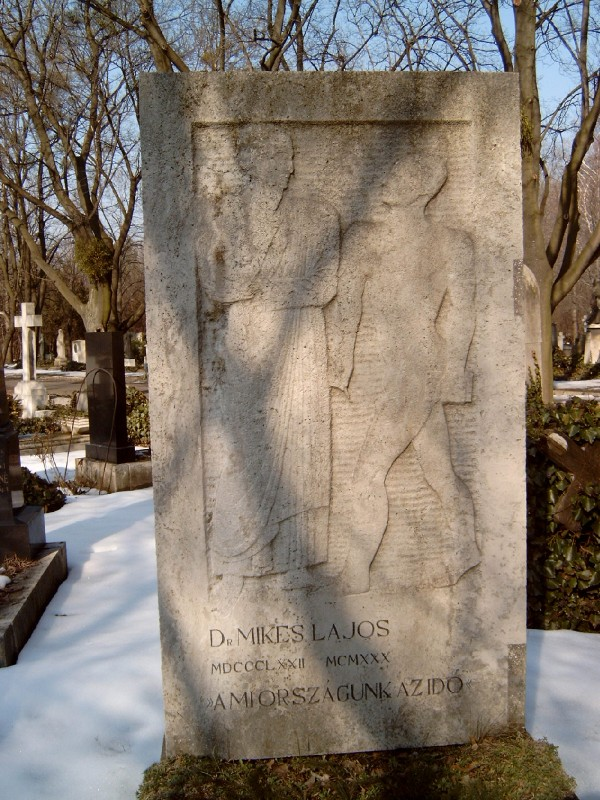
Mikes Lajos sírja Budapesten. Kerepesi temető: 34-3-45. Mészáros László alkotása.

Gelléri Andor Endre első novellája is Mikes támogatásának köszönhetően jelent meg Az Estben.
1930-ban bécsi útja során szívrohamot kapott és meghalt. A Kerepesi temetőben nyugszik.

## Irodalmi működése
A Jelenkorban több gazdaságtani tanulmányt írt (Malthus és John Stuart Mill, Roscher és Kant, Tisza István és Pap Dávid, Marx). E lapban jelent meg Oklevélgyár című cikksorozata is, mely a budapesti egyetem tan- és vizsgarendszerét bírálta maró gúnnyal. Több műve jelent meg 1895-1896-ban az Ország-Világban (Káin, Lord Byron után, és eredeti költemények, 1899. Goethe és Tasso után fordítva), a Jelenkorban tette közzé több Byron-fordítását, s ott kezdte meg a Childe Harold fordításának közlését is. Sok műfordítás jelent meg tőle a Magyar Könyvtárban: Byrontól a Káin, Shakespeare-től az Othello, Kipling Dzsungel könyve és H. G. Wells regényei: Világok harca, Az időgép, Dr. Moreau szigete.
1913-ban már hat nyelven beszélt és fordított. A 20. század legnagyobb műfordítójaként emlegeti az irodalomtörténet. Abban, hogy Andersent és Rudyard Kiplinget, Dickenst, Schopenhauert és Byront, Goethe-t, Shakespearet és Strindberget, verset és prózát egyforma gazdagságban tett évről évre a magyar olvasók asztalára, nagy segítségére volt, hogy költőnek indult ő maga is.
Ady Endre bensőséges jóbarátja volt. A Pesti Naplóban színvonalas, a Nyugattal versenyző irodalmi rovatot teremtett.
«Mikesnek hatalom jutott, hogy íróknak teret és komoly keresetet adjon, s ezáltal egész kis írógárdát szervezzen meg, egy új Mohács utáni irodalom csíracsapatát.» (Babits Mihály)
»Olyan könyvtárt gyűjtögetett össze, amiben a ritka kéziratok maguk százezreket értek. Tudása egészen rendkívüli arányú. De ezen a vonalon szerény ember, nem hengerel le senkit, a legkisebb költőcskét vagy műbírálócskát sem. Kicsikét gúnyorkás modorával nem bántott. Szeretetre méltó bácsinak tartotta mindenki, s a társaságát nyereségnek.« (Tersánszky Józsi Jenő)
„Barátai rajongva szerették, még a nála idősebbek is Lajos bácsinak szólították; különben a megszólítása közismerten ez volt: »A doktor úr«.” (Mikes Margit)

## Műveiből

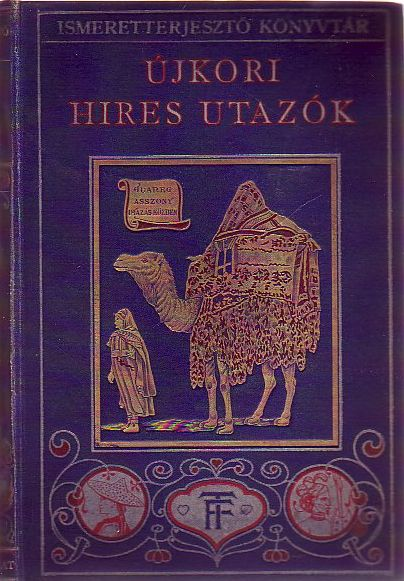
Újkori híres utazók. Átdolg.: Mikes Lajos. Budapest, 1912. Franklin, Ismeretterjesztő Könyvtár, 355 oldal.

### Költemény, tanulmány, novella, mese, színdarab
- Költemények 1889-1895. Boruth ny., Budapest, 1895. 156 oldal
- Kain, Lord Byron misztériuma. In: Ország-Világ, 1896. január 19., 34-35.
- Húsvét vasárnapján. In: Ország-Világ, 1896. április 5., 218.
- In memoriam – Tennyson. In: Jelenkor 1896. november, 562-563.
- A jog keletkezésének és fejlődésének törvényei. Pikler Gyula egyetemi tanár előadásai után. Budapest, 1896-97.
- Vígasztaló fájdalmas Szűz. Eger, 1916. Egri Népkönyvtár
- Nem lesz bankett. Vígjáték. Bemutatója Nemzeti Színház, 1919.
- A virág elhervad. In: Halhatatlan szerelem. Nagy költők és nagy festők művészetének tükrében. [Antológia magyar és külföldi szerzők, költők és festők műveiből]. Szerk.: Mikes Lajos. (A szerkesztésben részt vett: Mihályfi Ernő és Szabó Lőrinc) Címlap: Falus Elek. Budapest, 1930, Az Est Lapkiadó Rt., Athenaeum 143 oldal 7 melléklettel (Gulyás Pál Könyvtárából)
- Vázlatok. Novellák: Árnyék, Margit. In: Jelenkor, 1897. márc.7., 148-149.
- A gyermek. Novella. Budapest, (1902), Lampel Kiadó 22 oldal. Munkás Füzetek sorozat II. 20.
- Sanyi Manó könyve és számos más kacagtató történet. (Ifjúsági elbeszélések). Budapest, (1914), Magyar Kereskedelmi Közlöny Tolnai Világlapja nyomda, 191 oldal. Újabb kiadásai „Mesék” címen: Budapest, 1963. Móra Könyvkiadó, illusztrálta: Heinzelmann Emma, Athenaeum Nyomda 113 oldal; – 2. kiadás: Budapest, 1968; – 3. kiadás: 1976. – 4. kiadás: 1986.
- Kökény kisasszony. Magyar írók meséi. (Benne: Mikes Lajos meséje). Válogatta: Ratzky Rita, Bp. 1988. Kossuth Könyvkiadó 330 oldal.
- Zeppelin. Budapest, (1915.) Lampel Kiadó 75 oldal. (Magyar Könyvtár sorozat 754-755).

### Tankönyvek
- Tolnai német nyelvtana. (Kezdők számára). Teljesen gyakorlati alapon tanít beszélni, írni és olvasni. Budapest, (1915), Tolnai, 207 oldal – Újabb kiadása: 1917.
- Tolnai angol nyelvtana. (Kezdőknek). Budapest, (1920 körül), Magyar Kereskedelmi Közlöny, Tolnai Világlapja nyomda, 156 oldal

### Fordításai és átdolgozásai
(Az Irodalomtörténet című folyóirat 1930. 5-6. számban megjelent lista alapján.)
- Rudyard Kipling: Indián történetek (1899), A dsungel könyve (1899–1900), Gyermekmesék (1925)
- H. G. Wells: Világok harca (1899), Az időgép (1900), Dr. Moreau szigete (1901), Új világ a régi helyén (1911), A szenvedélyes barátok (1920), Emberek a holdban (1920)
- William Shakespeare: Othello
- W. Collins: Párbaj az erdőben, A jóslat
- Bernard Shaw: Az ördög cimborája, Caesar és Cleopatra
- George Byron: Kain (2. kiadása: 1930)
- Arthur Conan Doyle: Az Agra kincse
- Oscar Wilde: Bunbury, De profundis, Gránátalmaház (1908), Mesék, történetek és költemények prózában (1908)
- Henrik Ibsen: A vadkacsa
- Heinrich von Kleist: Kohlhaas Mihály
- Andersen meséi (1904)
- Andersen újabb meséi (1904; a két kötet egyben is megjelent Andersen összes meséi címen)
- A legszebb Grimmmesék (1905)
- Charles Dickens: Copperfield Dávid (1905), Kis Dorrit (1910), Nagy várakozások (1925)
- Coleby és Knoblauch: Az igazgató úr
- P. Armstrong: Az alibi
- H. Cain: A Vörös Jázon (1910)
- Charles Darwin: Fajok keletkezése természetes kiválasztás útján (1911)
- Honoré de Balzac: Сhabert ezredes (1913)
- May Károly: Idegen ösvényeken (1911), Az inka öröksége (1912), Az olajkirály (1912), A vad Kurdisztánon át (1927), A fekete táltos (1929)
- August Strindberg: Egy lélek fejlődése (1918), Strindberg drámai munkái, 4–5. kötet (1921–1923), Házasodjunk (1925), Az apu. A pajtások. Júlia kisasszony (1928), A vörös szoba (1930)
- Cooper: Az utolsó Mohikán (1925)
- Edgar Allan Poe: Az arckép. A fekete macska (1922)
- Ch. Read: Oltár és tűzhely (Király Györggyel, 1923)
- Ernst Didring: A világpók (1926)
- Hutchinson: Az asszony, aki pénzt keres (1927)
- H. Heyermanns: Blöff (1927)
- P. C. Wren: A kék csillag (1929)
- Mark Twain: A titokzatos idegen (1930)
- A Magyar Kereskedelmi Közlöny kiadásában megjelent Verne Gyula munkái sorozatból a következő könyveket fordította le: Falu a levegőben (189?), A Kip testvérek 1-2. (1902), Dráma a levegőben (191?),[7] A jégszfinx 1-2. (191?), Zachariusz mester (191?), Sándor Mátyás, 1-2 (1910) és Grant kapitány gyermekei 1-2. (1918). A szintén Verne fordítás Ox doktor ötlete[8] (1918) a Tolnai kiadásában jelent meg.[9]

## Emlékezete
- A fiatal írók kegyelete 1931-ben emléktáblával jelölte meg a házat, ahol a Bors-utcában (XII., Hajnóczy u. 15.) lakott. A bronz és márvány domborműves emléktábla Cser Lajos munkája. A táblán, melyet Budapest Székesfőváros vett át, ez a felirat áll:

«Dr. Mikes Lajos. E házban lakott 1921-től 1930-ig Mikes Lajos író és szerkesztő, a világháború utáni súlyos esztendőkben atyai barátja és első hivatott vezére az induló új magyar irodalom munkásainak.»
- Napjainkban megjelent hangoskönyvként, s színes gyermekkönyvként a Sanyi Manó könyve című műve (Gábor Emese rajzaival), mint „A Szép Magyar Könyv verseny” okleveles gyermekkönyve.
- Irodalmi hagyatéka a Petőfi Irodalmi Múzeumban található, s mint ismertetésében írják „valóságos tárháza a Nyugat első és második nemzedékéhez tartozó költők és prózaírók kéziratainak.”[10]